# Dinumma
Dinumma is een geslacht van vlinders uit de familie van de spinneruilen (Erebidae). De wetenschappelijke naam is voor het eerst geldig gepubliceerd in 1858 door Francis Walker.
Deze soorten komen voor in Azië.

## Soorten
- Dinumma combusta
- Dinumma deponens
- Dinumma hades
- Dinumma inangulata
- Dinumma mediobrunnea
- Dinumma oxygrapha
- Dinumma philippinensis
- Dinumma placens
- Dinumma stygia
- Dinumma varians